# 스페인 인판타 마리아 크리스티나
스페인 인판타 마리아 크리스티나(Infanta María Cristina of Spain, 1911년 12월 12일 ~ 1996년 12월 23일)는 스페인의 국왕 후안 카를로스 1세의 친고모이자 스페인의 국왕 알폰소 13세와 빅토리아 에우게니 폰 바텐베르크의 다섯째 딸이다.